# Raduil Point
Der Raduil Point (englisch; bulgarisch нос Радуил nos Raduil) ist eine Landspitze, die den nordwestlichen Ausläufer der Astrolabe-Insel in der Bransfieldstraße nordwestlich der Trinity-Halbinsel des Grahamlands auf der Antarktischen Halbinsel bildet. Sie liegt 4,5 km nordwestlich des Sherrell Point.
Die bulgarische Kommission für Antarktische Geographische Namen benannte sie 2009 nach der Ortschaft Raduil im Südwestlen Bulgariens.